# 横森
横森（よこもり）は秋田県秋田市にある地域名。郵便番号は010-0044。横森一丁目から五丁目までで構成される。

## 地理
秋田市東部に位置する。かつての郡境太平川を挟んで北に東通、広面、東に繋がりが強い桜、桜ガ丘に隣接し、南側は概ね一ツ森公園と接している。域内一部で秋田県道41号秋田昭和線が通っている。

### 河川
- 太平川

## 歴史
出羽国豊島郡桜村の一部として成立。
- 1889年（明治22年） - 松崎村、柳館村、寒川村、通沢村、梨平村、黒川村、宝川村と合併して下北手村となる。
- 1954年（昭和29年） - 南秋田郡太平村・外旭川村・飯島村・下新城村・上新城村、河辺郡浜田村・豊岩村・四ツ小屋村・仁井田村・下北手村、由利郡下浜村とともに秋田市へ編入される。
- 1977年（昭和52年）4月1日 - 住居表示実施に伴い下北手・楢山・広面の一部地域が横森として独立する。
- 2023年（令和5年）7月15日 - 集中豪雨（令和5年7月14日からの梅雨前線による大雨）により太平川が氾濫。多くの住宅が浸水被害を受ける[3]。

### 町名の変遷
以下はすべて住居表示実施に伴う変更。
| 実施後                          | 実施年月日      | 実施前（各字名ともその一部）                       |
| ------------------------------- | --------------- | -------------------------------------------------- |
| 横森一丁目 よこもりいっちょうめ | 昭和52年4月1日  | 下北手桜字長面 しもきたてさくら あざながおもて     |
| 横森一丁目 よこもりいっちょうめ | 昭和52年4月1日  | 下北手桜字横森 しもきたてさくら あざよこもり       |
| 横森一丁目 よこもりいっちょうめ | 昭和52年4月1日  | 楢山字太田沢 ならやま あざおおたざわ               |
| 横森一丁目 よこもりいっちょうめ | 昭和52年4月1日  | 楢山字明田 ならやま あざみょうでん                 |
| 横森一丁目 よこもりいっちょうめ | 昭和52年4月1日  | 広面字二ツ屋 ひろおもて あざふたつや               |
| 横森二丁目 よこもりにちょうめ   | 昭和52年4月1日  | 下北手桜字苔良谷地 しもきたてさくら あざこけらやち |
| 横森二丁目 よこもりにちょうめ   | 昭和52年4月1日  | 下北手桜字袖ノ沢 しもきたてさくら あざそでのさわ   |
| 横森二丁目 よこもりにちょうめ   | 昭和52年4月1日  | 下北手桜字蛭沢 しもきたてさくら あざひるさわ       |
| 横森二丁目 よこもりにちょうめ   | 昭和58年4月1日  | 下北手桜字蛭沢 しもきたてさくら あざひるさわ       |
| 横森二丁目 よこもりにちょうめ   | 昭和52年4月1日  | 下北手桜字横森 しもきたてさくら あざよこもり       |
| 横森三丁目 よこもりさんちょうめ | 昭和52年4月1日  | 下北手桜字苔良谷地 しもきたてさくら あざこけらやち |
| 横森三丁目 よこもりさんちょうめ | 昭和52年4月1日  | 下北手桜字袖ノ沢 しもきたてさくら あざそでのさわ   |
| 横森三丁目 よこもりさんちょうめ | 昭和63年10月1日 | 下北手桜字袖ノ沢 しもきたてさくら あざそでのさわ   |
| 横森三丁目 よこもりさんちょうめ | 平成12年10月1日 | 下北手桜字袖ノ沢 しもきたてさくら あざそでのさわ   |
| 横森三丁目 よこもりさんちょうめ | 昭和52年4月1日  | 下北手桜字長面 しもきたてさくら あざながおもて     |
| 横森三丁目 よこもりさんちょうめ | 昭和52年4月1日  | 下北手桜字横森 しもきたてさくら あざよこもり       |
| 横森四丁目 よこもりよんちょうめ | 昭和52年4月1日  | 下北手桜字苔良谷地 しもきたてさくら あざこけらやち |
| 横森四丁目 よこもりよんちょうめ | 昭和52年4月1日  | 下北手桜字長面 しもきたてさくら あざながおもて     |
| 横森五丁目 よこもりごちょうめ   | 昭和52年4月1日  | 下北手桜字苔良谷地 しもきたてさくら あざこけらやち |
| 横森五丁目 よこもりごちょうめ   | 昭和52年4月1日  | 下北手桜字長面 しもきたてさくら あざながおもて     |
| 横森五丁目 よこもりごちょうめ   | 昭和52年4月1日  | 広面字大袋 ひろおもて あざおおぶくろ               |
| 横森五丁目 よこもりごちょうめ   | 昭和52年4月1日  | 広面字鬼頭 ひろおもて あざおにこうべ               |
| 横森五丁目 よこもりごちょうめ   | 昭和52年4月1日  | 広面字二ツ屋 ひろおもて あざふたつや               |

## 施設

### 横森一丁目
- 横森簡易郵便局
- 介護施設さわやかさくらのもり

### 横森三丁目
- さくら内科糖尿病クリニック
- さきがけハウジングパーク
  - 一条工務店秋田さきがけ展示場
- ファミリーマート秋田横森店

### 横森五丁目
- こまどり幼稚園保育園
- 横森市営住宅

### かつてあった施設
- 北都銀行桜支店（2020年（令和2年）2月14日秋田東支店へ移転[4]・かつて横森五丁目に存在）

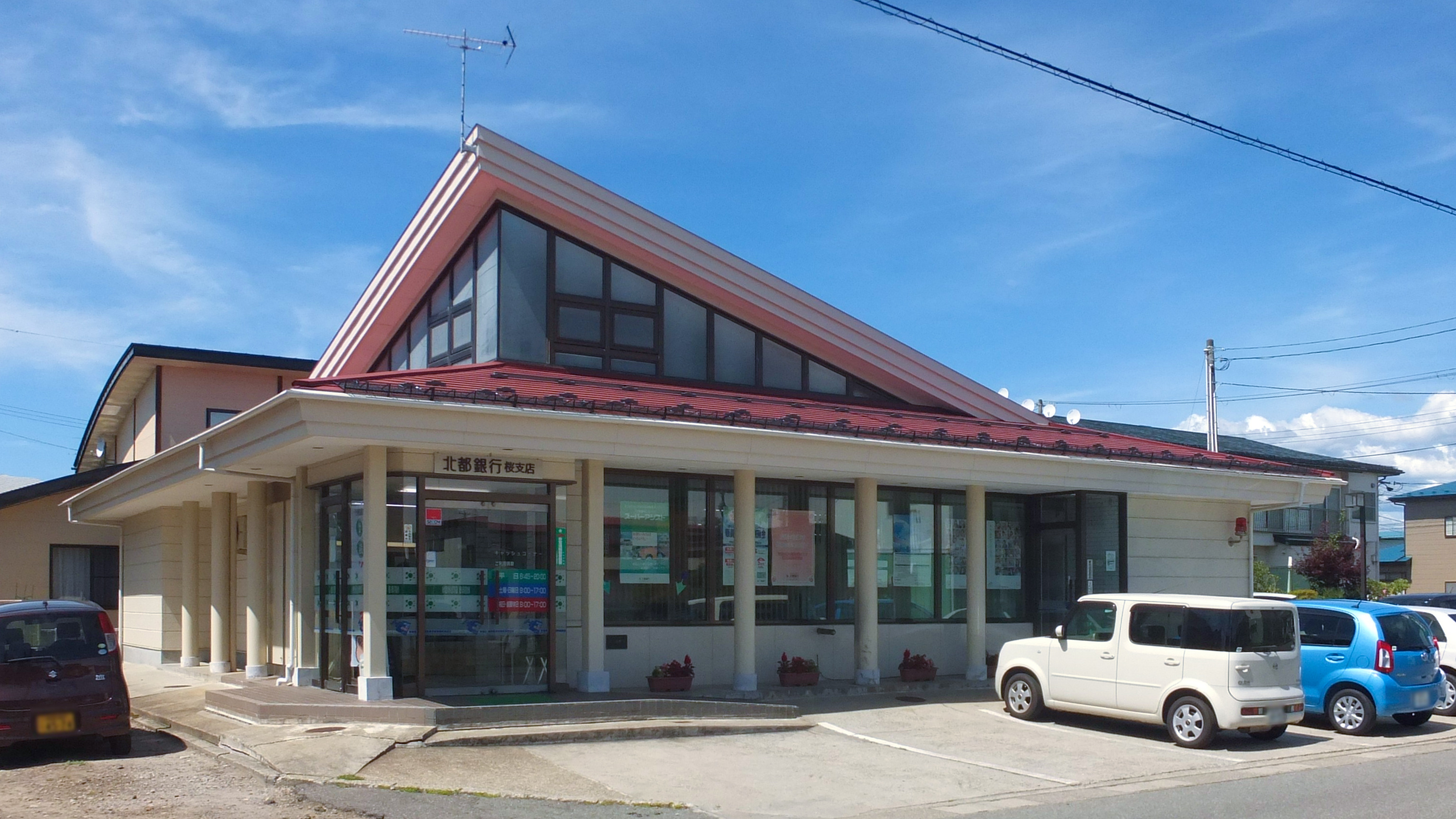
旧北都銀行桜支店

## 教育
当地に小中学校は存在しないが、秋田市立桜小学校、秋田市立桜中学校の学区となっている。　

## 交通

### 鉄道
地区内に鉄道は通っていない。最寄り駅は中通七丁目にあるJR東日本奥羽本線・羽越本線・秋田新幹線の秋田駅。

### バス
- 秋田中央交通
  - 系統400｜広面御所野線（中央シルバーエリア発着）
  - 系統401｜広面御所野線（御所野学院前経由中央シルバーエリア発着） - 平日のみ
  - 系統402｜広面御所野線（日赤病院前発着） - 平日のみ
  - 系統403｜南ヶ丘線 - 平日のみ
    - （桜郵便局前） - 桜二丁目 - （大戸入口）

  - 系統422｜桜ガ丘線（秋田駅東口発着）
    - （横森入口） - 横森橋 - 横森一丁目 - 横森二丁目 - 横森五丁目 - （桜団地 - 桜三丁目 - 桜郵便局前） - 桜二丁目 - （桜ガ丘中央公園前）

  - 系統423｜桜ガ丘線（秋田中央地下道経由大川反車庫前発着） - 平日のみ
  - 系統424｜桜ガ丘線（秋田駅西口発着） - 平日のみ
    - （桜郵便局前） - 桜二丁目 - （桜ガ丘中央公園前）

  - 系統430｜桜台線 - 平日のみ
    - （横森入口） - 横森橋 - 横森一丁目 - 横森二丁目 - 横森五丁目 - （桜団地）

### 道路
- 秋田県道41号秋田昭和線
- 秋田市道太田沢本線
- 秋田市道桜本線
- 秋田市道横森五丁目29号線